# William H.
William H. (nascido em 27 de dezembro de 1966) é um diretor de filmes pornográficos para o estúdio Elegant Angel. Entrou para a indústria do cinema adulto em 2006.

## Prêmios
- 2010 AVN Award – Best Director (Non-Feature) – Evalutionary[2]
- 2010 XRCO Award – Best Director (Non-Features)[3]
- 2011 AVN Award – Best Director, Non-Feature – Performers of the Year 2010[4]